# Festivali i Këngës 58
El Festivali i Këngës 58 fue el festival musical anual organizado por la RTSH albanesa para seleccionar la canción que representará a Albania en el Festival de la Canción de Eurovisión 2020 que tendrá lugar en Róterdam, Países Bajos. 

## Proceso de selección
Tan solo unos días después de haberse celebrado la final de Eurovisión 2019, la RTSH anunció la convocatoria del Festivali i Këngës 58. Finalmente, el 22 de julio de 2019, la cadena confirmó que este festival musical serviría también como proceso de selección de la canción que representaría al país en la siguiente edición del Festival de Eurovisión. El proceso de presentación de las canciones se cerró el 30 de junio de 2019.

### Temas seleccionados
La lista de participantes confirmados es la siguiente: 
| Artista             | Canción                                                             | Compositor                  | Letrista                    |
| ------------------- | ------------------------------------------------------------------- | --------------------------- | --------------------------- |
| Albërie Hadërgjonaj | "Ku ta gjej dikë ta dua" (Dónde encuentro a alguien a quien querer) | Adrian Hila                 | Timo Flloko                 |
| Aldo Bardhi         | "Melodi" (Melodía)                                                  | Aldo Bardhi                 | Naxhije Berisha             |
| Arilena Ara         | "Shaj" (Maldigo)                                                    | Darko Dimitrov              | Lindon Berisha              |
| Bojken Lako         | "Malaseen" (Me dejó en "visto")                                     | Bojken Lako                 | Bojken Lako                 |
| Devis Xherahu       | "Bisedoj me serenatën" (Conversando con la serenata)                | Devis Xherahu               | Jorgo Papingji              |
| Eli Fara & Stresi   | "Bohem" (Bohemio)                                                   | Eli Fara                    | Rozana Radi                 |
| Elvana Gjata        | "Me tana" (Con todos)                                               | Elvana Gjata                | Elvana Gjata                |
| Era Rusi            | "Eja merre" (Ven y tómalo)                                          | Darko Dimitrov              | Naxhije Berisha             |
| Gena                | "Shqiponja e lirë" (Águila libre)                                   | Gena                        | Endrit Mumajesi             |
| Genc Tukiqi y Nadia | "Ju flet Tirana" (Os habla Tirana)                                  | Genc Tukiçi                 | Agim Xheka                  |
| Kamela Islamaj      | "Më ngjyros" (Coloréame)                                            | Kamela Islamaj              | Megi Hasani                 |
| Kanita Suma         | "Ankth" (Anisedad)                                                  | Boban Apostolov             | Lindon Berisha              |
| Kastro Zizo         | "Asaj" (Suyo, de ella)                                              | Gramoz Kozeli y Klevis Bega | Gramoz Kozeli y Klevis Bega |
| Olta Boka           | "Botë për dy" (El mundo para dos)                                   | Florent Boshnjaku           | Genc Salihu                 |
| Renis Gjoka         | "Loja" (El juego)                                                   | Renis Gjoka                 | Ilir Krasniqi               |
| Robert Berisha      | "Ajo nuk është unë" (Ella no soy yo)                                | Filloreta Raci              | Filloreta Raci              |
| Sara Bajraktari     | "Ajër" (Aire)                                                       | Adrian Hila                 | Adrian Hila                 |
| Tiri Gjoci          | "Me gotën bosh" (Con el vaso vacío)                                 | Everest Ndreca              | Pandi Laço                  |
| Valon Shehu         | "Kutia e Pandorës" (La caja de Pandora)                             | Eugent Bushpepa             | Elvis Preni                 |
| Wendi Mancaku       | "Ende" (Still)                                                      | Wendi Mancaku               | Endrit Mumajesi             |

#### Semifinales
La primera semifinal tuvo lugar el 19 de diciembre de 2019, y en ella participaron 10 artistas. La segunda semifinal se celebró al día siguiente, el 20 de diciembre, y en ella participaron los restantes 10 artistas.
| 19 de diciembre de 2019 | 19 de diciembre de 2019    | 19 de diciembre de 2019  |
| Orden                   | Artista                    | Canción                  |
| ----------------------- | -------------------------- | ------------------------ |
| 1                       | Bojken Lako                | "Malaseen"               |
| 2                       | Kanita Suma                | "Ankth"                  |
| 3                       | Devis Xherahu              | "Bisedoj me serenatën"   |
| 4                       | Aldo Bardhi                | "Melodi"                 |
| 5                       | Kamela Islamaj             | "Më ngjyros"             |
| 6                       | Genc Tukiçi y Nadia Tukiçi | "Ju flet Tirana"         |
| 7                       | Sara Bajraktari            | "Ajër"                   |
| 8                       | Elvana Gjata               | "Me tana"                |
| 9                       | Renis Gjoka                | "Loja"                   |
| 10                      | Albërie Hadërgjonaj        | "Ku ta gjej dikë ta dua" |

| 20 de diciembre de 2019 | 20 de diciembre de 2019 | 20 de diciembre de 2019 |
| Orden                   | Artista                 | Canción                 |
| ----------------------- | ----------------------- | ----------------------- |
| 1                       | Robert Berisha          | "Ajo nuk është unë"     |
| 2                       | Wendi Mancaku           | "Ende"                  |
| 3                       | Kastro Zizo             | "Asaj"                  |
| 4                       | Tiri Gjoci              | "Me gotën bosh"         |
| 5                       | Era Rusi                | "Eja merre"             |
| 6                       | Olta Boka               | "Botë për dy"           |
| 7                       | Valon Shehu             | "Kutia e Pandorës"      |
| 8                       | Arilena Ara             | "Shaj"                  |
| 9                       | Eli Fara & Stresi       | "Bohemë"                |
| 10                      | Gena                    | "Shqiponja e lirë"      |

     Finalista

#### Final
La final tuvo lugar el 22 de diciembre de 2019. El artista ganador fue elegido por un jurado formado por dos miembros albaneses y tres miembros internacionales relacionados con el Festival de Eurovisión.
| Orden | Artista             | Canción                  | C. Björkman | D. Kontopoulos | F. Bergsson | M. Minga | R. Petro | Total | Lugar |
| ----- | ------------------- | ------------------------ | ----------- | -------------- | ----------- | -------- | -------- | ----- | ----- |
| 1     | Valon Shehu         | "Kutia e Pandorës"       | 1           | 2              | 7           | 7        | 6        | 23    | 8     |
| 2     | Sara Bajraktari     | "Ajër"                   | 13          | 10             | 10          | 8        | 9        | 50    | 3     |
| 3     | Robert Berisha      | "Ajo nuk është unë"      | 9           | 3              | 2           | 3        | 1        | 18    | 10    |
| 4     | Tiri Gjoci          | "Me gotën bosh"          | 2           | 4              | 8           | 6        | 3        | 23    | 8     |
| 5     | Bojken Lako         | "Malaseen"               | 3           | 8              | 3           | 18       | 13       | 45    | 4     |
| 6     | Arilena Ara         | "Shaj"                   | 10          | 13             | 13          | 13       | 18       | 67    | 1     |
| 7     | Gena                | "Shqiponja e lirë"       | 4           | 7              | 1           | 1        | 5        | 18    | 10    |
| 8     | Kamela Islamaj      | "Më ngjyros"             | 6           | 6              | 4           | 9        | 10       | 35    | 6     |
| 9     | Albërie Hadërgjonaj | "Ku ta gjej dikë ta dua" | 7           | 5              | 6           | 5        | 4        | 27    | 7     |
| 10    | Elvana Gjata        | "Me tana"                | 18          | 18             | 18          | 2        | 8        | 64    | 2     |
| 11    | Olta Boka           | "Botë për dy"            | 5           | 1              | 5           | 4        | 2        | 17    | 12    |
| 12    | Era Rusi            | "Eja merre"              | 8           | 9              | 9           | 10       | 7        | 43    | 5     |